# Le Pèlerin (magazine)
Pour les articles homonymes, voir Pèlerin (homonymie).
Le Pèlerin (précédemment Pèlerin magazine puis Pèlerin) est un hebdomadaire d’actualité français créé le 12 juillet 1873. Il est édité par Bayard Presse dont il est le titre fondateur.

## Histoire

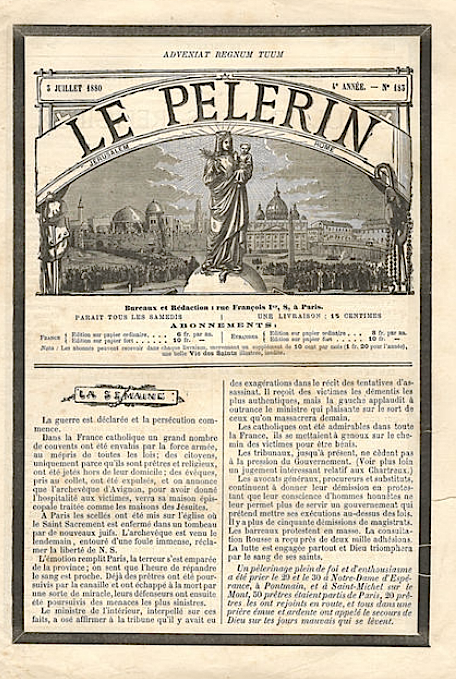
Couverture du 5 juillet 1880.

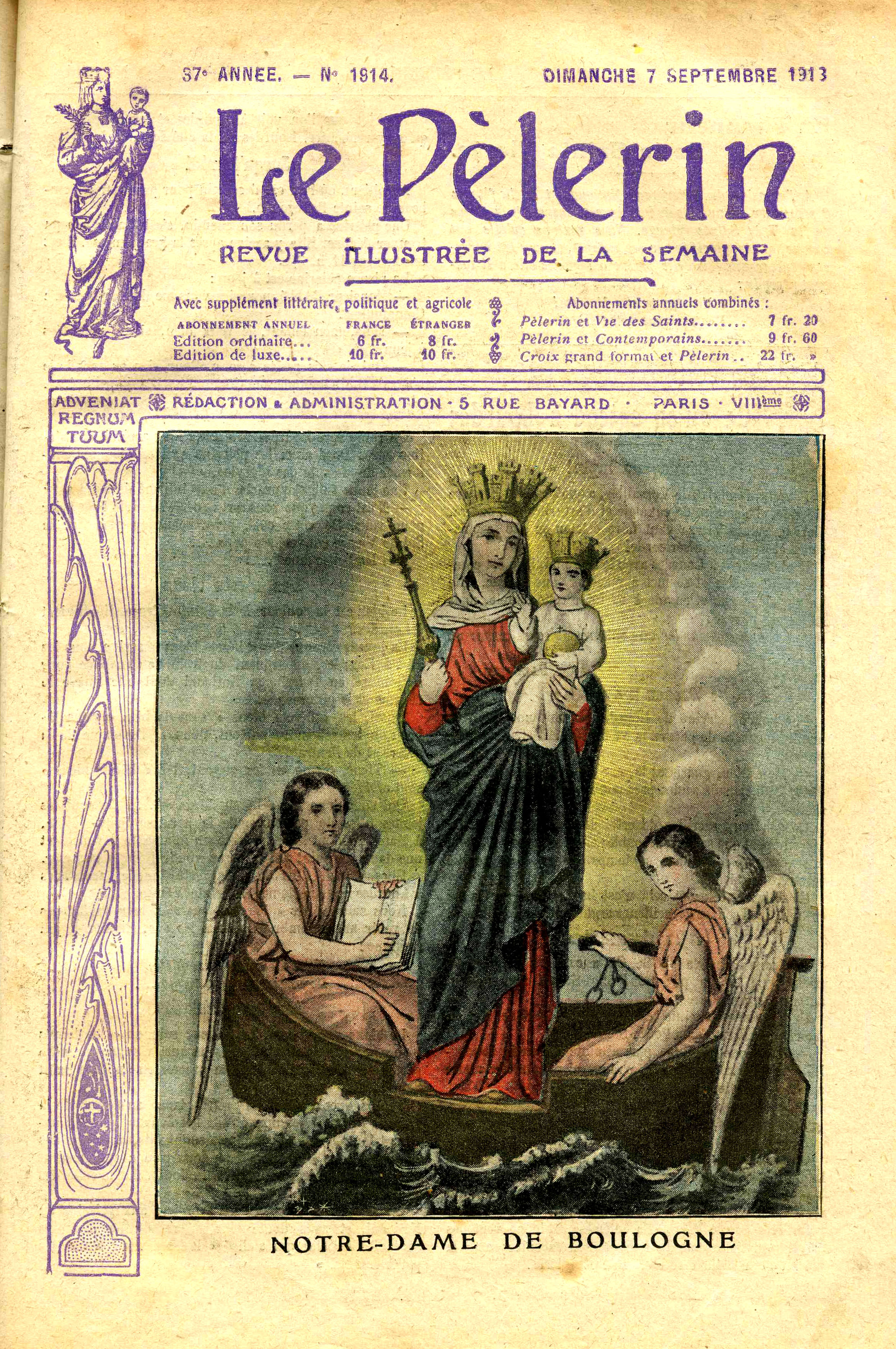
Couverture du 7 septembre 1913.

Créé une première fois en juillet 1873 par la Congrégation des Assomptionnistes, il est relancé en janvier 1877 par Vincent de Paul Bailly sous la raison sociale de « Maison de la bonne presse » (ou éditions de la Bonne Presse). Ces premières livraisons contiennent des textes résolument militants à tendance très conservatrice, visant Jules Ferry (et ses lois scolaires régulant l’école primaire), les parlementaires, les franc-maçons et les juifs (cf. ci-contre, une du 5 juillet 1880). Le numéro est vendu à 15 centimes. L’adresse est au 1 de la rue François 1er. Le visuel de couverture représente, au centre, la Vierge couronnée tenant Jésus enfant, juchée sur une sphère, encadrés par une vue de Jérusalem et de Rome, le tout surmontée par une devise en latin, adveniat regnum tuum (« que ton règne vienne », abrégée ART), qui est celle des Assomptionnistes.
Consacré initialement à la question des pèlerinages catholiques (Notre-Dame de La Salette, Lourdes, etc.), il se présentait alors comme une sorte de bulletin catholique de liaison, évoquant également plusieurs aspects liés à ces mouvements. Les fondateurs visaient deux objectifs : contribuer au mouvement de restauration religieuse et sociale, et, affirmer une présence catholique dynamique à travers des manifestations de masse (pèlerinages, enseignements, presse, etc.).
Bailly engage à la fin des années 1880 (et non en 1884) le caricaturiste Achille Lemot, qui va peu à peu remplacer Louis Montégut (1855-1906). En 1894, c’est lui qui inaugure la 4e de couverture, un dessin pleine page, de nature politique. Ces illustrations, sous le format de la caricature politique, diffusent l’idéologie catholique dominante du temps, notamment marquée par une hostilité à la laïcité et à la République, ainsi que par l'antisémitisme et l'anti-maçonnisme. Cette ligne éditoriale virulente se renforce durant l'Affaire Dreyfus, largement citée dans les dessins d'Achille Lemot. Ceux-ci reprennent des stéréotypes racistes et antisémites, que l'on retrouve dans d'autres publications comme La Libre Parole du journaliste et polémiste antisémite Édouard Drumont. En 1896, le titre adopte l’impression en couleurs, augmente le nombre d’illustrations et tire à près de 150 000 exemplaires ; en 1900, le tirage passe à 200 000. Cette dernière page est après 1909, dessinée par entre autres Amédée Vignola, Henri Genévrier (dit Grand’Aigle) et Gabriel Gobin ; le ton évolue après 1918 vers un anti-communisme, le magazine salue la victoire du franquisme en Espagne.
Il prend successivement le nom de Le Pèlerin (1873-1963), Le Pèlerin du XXe siècle, de nouveau Le Pèlerin (1976-1984), Pèlerin Magazine (1984-2004), Pèlerin (2004-2019), puis Le Pèlerin (depuis 2019). La couverture est  alors titrée Le Pèlerin, l’actu à visage humain.
Il s’est peu à peu intéressé à des sujets de société (aménagement du territoire, mesures sociales, évolution des mœurs), jusqu’à devenir un véritable hebdomadaire généraliste dans le dernier tiers du XXe siècle.
Afin de conquérir de nouveaux lecteurs, une nouvelle formule du Pèlerin est annoncée pour le 11 avril 2019 par Samuel Lieven, son nouveau directeur de la rédaction.
Malgré une baisse régulière de sa diffusion papier, comme l’ensemble de ses confrères, Le Pèlerin se revendique le premier hebdomadaire catholique d’actualité en France. Une version numérique est disponible sur abonnement.

## Contenu
(avril 2025).
Si vous disposez d'ouvrages ou d'articles de référence ou si vous connaissez des sites web de qualité traitant du thème abordé ici, merci de compléter l'article en donnant les références utiles à sa vérifiabilité et en les liant à la section « Notes et références ».
L’histoire du Pèlerin est jalonnée de rubriques populaires qui ont fait sa notoriété :
- La Lettre du balayeur, où un Français moyen exprime avec humour son opinion de la semaine écoulée.
- Des bandes dessinées :
  - Pat’Apouf Détective de Gervy
  - Astérix le Gaulois de Goscinny et Uderzo
  - Tanguy et Laverdure de Charlier et Uderzo
  - Jep Reporter de Jorge Domenech et Olivé
- Un feuilleton souvent à qualité littéraire (Belle du Seigneur) ou éducative (science-fiction sur fond historique).
- Longtemps une quatrième de couverture à titre sur fond jaune, illustrée, et rappelant tel ou tel fait de société, ou de courage individuel.

La nouvelle formule de 2019 s’articule notamment autour de quatre cahiers thématiques détachables :
- Marches et pèlerinages ;
- Histoire et patrimoine ;
- Initiatives en régions ;
- Spiritualité.

Son site web est articulé autour de ces quatre communautés.
Sa maquette, entièrement renouvelée, fait la part belle à l’actualité, au récit et au photojournalisme.

## Diffusion
En moyenne en 2019, Pèlerin est diffusé d’après l’ACPM à 126 173 exemplaires payés en France (par comparaison en 2019, La Vie est diffusé à 74 232 exemplaires, Le Point à 292 795 exemplaires et L’Obs à 215 877 exemplaires).
La diffusion se fait 97,86 % (2016) par le biais d’abonnements.
| Années | Diffusion OJD France payée |
| ------ | -------------------------- |
| 2007   | 270 676                    |
| 2008   | 256 453                    |
| 2009   | 242 366                    |
| 2010   | 227 176                    |
| 2011   | 217 745                    |
| 2012   | 202 665                    |
| 2013   | 188 793                    |
| 2014   | 177 662                    |
| 2015   | 167 681                    |
| 2016   | 158 215                    |
| 2017   | 148 845                    |
| 2018   | 137 962                    |
| 2019   | 126 173                    |